# Walter Draesner
Walter Draesner (* 16. November 1891 in Leipzig; † 25. Oktober 1940 in Neuwied) war ein deutscher Maler und Grafiker.
Walter Draesner wurde in Leipzig als zweiter Sohn des Kunstgärtners Fritz Draesner geboren. Mit dem Umzug der Familie nach Düsseldorf und dem Erwerb des Hauses Schillerstraße 12, studierte Walter Draesner anfänglich an der Kunstgewerbeschule, gefolgt von der Kunstakademie Düsseldorf. Auch war er Mitglied des Malkasten Künstlervereins.
Nach seinen Erlebnissen als junger Soldat im Ersten Weltkrieg veröffentlichte er 1922 Ein Totentanz, eine Bilderfolge mit 22 Scherenschnitten. Die einzelnen Bilder tragen die Titel: 1. Tod und Spieler, 2. Der Tod und die Kinder, 3. Im Tode vereint, 4. Tod und Reiter, 5. Tod und Lebemann, 6. Der Tod und die Marquise, 7. Der Tod am Galgen, 8. Tod und Krieger, 9. Tod und Reiter, 10. Tod im Wasser, 11. Tod auf dem Meere, 12. Tod und Eisenbahn, 13. Tod im Feuer, 14. Der Tod ist wahllos, 15. Tod im Bergwerk, 16. Tod in der Wüste, 17. Tod und Flieger, 18. Tod und Selbstmörder, 19. Tod im Zweikampf, 20. Der Tod und der Anatom, 21. Tod durch Gift, 22. Der Tod im Gebirge.
Im Geleitwort zum Buch schrieb Max von Boehn: „Es ist merkwürdig, daß ein so melancholisches Thema gerade immer die künstlerische Jugend beschäftigt hat, aber von Hans Holbein bis Alfred Rethel und Max Klinger hat es gerade die Werdenden gereizt, sich mit dem unabweislichen Schicksal auseinanderzusetzen, so als wollten sie dem letzten Schrecken sein Grausen nehmen, in dem sie ihm fest ins Auge sehen“. Ein Totentanz gilt als Draesners Hauptwerk.